# Nola (stacja kolejowa)
Nola (wł. Stazione di Nola) – stacja kolejowa w Nola, w prowincji Neapol, w regionie Kampania, we Włoszech. Położona jest na linii Cancello – Avellino.
Stacja obsługuje jedynie pociągi regionalne i aglomeracyjne.
Według klasyfikacji RFI ma kategorię srebrną.

## Linie kolejowe
- Cancello – Avellino